# ARA Sanavirón (A-8)
El ARA Sanavirón (A-8) fue un remolcador perteneciente a la clase Soyotomo originalmente botado como USS ATA-288 de la Armada de los Estados Unidos. Estuvo en servicio con la Armada Argentina de 1947 a 1997.

## Historia de servicio
Botado en el año 1945 y radiado al finalizar la Segunda Guerra Mundial. Fue adquirido por la Armada Argentina en el año 1947 por 260 mil dólares. Este aviso es gemelo al ARA Chiriguano (A-7); su primer comandante fue el teniente de corbeta Ricardo Fitz Simón, incorporándolo a la Zona Naval Marítima.
Participó en las campañas antárticas de Argentina y ejercicios como la Operación Sanavirón - Vema I, II y III entre otros.
En septiembre de 1949 el remolcador ARA Sanavirón participó de la búsqueda del rastreador ARA Fournier, el cual había naufragado en el estrecho de Magallanes.
A partir de 1974 prestó servicios en la Base Naval Puerto Belgrano hasta ser radiado en 1997 para su posterior venta o uso como blanco.

## Nombre
Fue el primer buque de la Armada Argentina bautizado en honor a la nación de los sanavirones del sur de la provincia de Santiago del Estero.

### Secuencias de designación
ARA Chiriguano (A-7) · ARA Sanavirón (A-8) · ARA Alférez Sobral (A-9)

### Listas relacionadas
- Anexo:Buques auxiliares de Argentina